# Abou Hamza al-Mouhajer
Abou Hamza al-Mouhajer (vers 1967 -  18 avril 2010), aussi connu sous le nom d'Abou Ayyoub al-Masri, est un islamiste égyptien. Il était le chef d'Al-Qaïda en Irak après la mort de son prédécesseur, Abou Moussab al-Zarqaoui. En 2006, il prête serment d'allégeance à Abu Abdullah al-Rashid al-Baghdadi, émir de l'État islamique d'Irak,. Il est tué le 18 avril 2010 lors d'une opération conjointe de l'armée américaine et des autorités irakiennes.

## Biographie
Né en  Égypte vers 1967, il rejoint le Jihad islamique égyptien dans les années 1980. Il aurait rencontré Abou Moussab Al-Zarqaoui au camp d'entraînement Al-Farouk, en Afghanistan en 1999. Sur place, il s'entraîne au maniement de charges et d'explosifs jusqu'à devenir un expert dans ce domaine.
Selon les aveux de son épouse, arrêtée le 18 avril 2010, jour de son décès, Masri entre au Yémen grâce à un passeport égyptien au nom de Youssef Haddad Labib. Il se marie en 1998 à Saana et devient père de trois enfants.  
Il rejoint l'Irak après la chute du régime Taliban en 2001, ce que confirme son épouse, indiquant qu'il vécut successivement à Karrada, puis à Amriya dans les environs de Bagdad avant de s'établir dans la capitale lors de la chute de Saddam Hussein. Après 2003, il s'installe dans une ferme de la province de Diyala, mais s'enfuit après que l'exploitation ait été la cible d'un raid aérien américain. Après l'invasion des forces américaines contre l'Irak ayant abouti à l'effondrement du régime baasiste, Masri seconde Zarqaoui dans l'implantation d'une cellule d'Al-Qaïda à Bagdad. 
Il participe à la bataille de Falloujah aux côtés de Zarqaoui en 2004. Après la prise de contrôle de la ville par les forces américaines, il effectue plusieurs déplacements avant de s'installer dans la province de Salahouddine, dans la région du lac Tharthar, en 2007.
Le 12 juin 2006, à la suite du décès d'Abou Moussab al-Zarqaoui, Abou Ayyoub al-Masri lui succède à la tête d'Al-Qaïda en Irak sous le nom d'Abou Hamza al-Mouhajer, signifiant l'émigrant. Ce pseudonyme leur était inconnu, mais les enquêteurs américains réussirent toutefois à faire le rapprochement entre Abou Ayyoub al-Masri, connu des services de renseignements, et Abou Hamza al-Mouhajer qui n'étaient qu'une seule et même personne. « Abou Ayyoub Al-Masri était son numéro deux » a déclaré William Caldwell, porte-parole de l'armée américaine à Bagdad, en faisant allusion à son prédécesseur, Abou Moussab al-Zarqaoui.  
Selon l'avocat Montaser al-Zayat, son vrai nom était Youssef al-Dardiri, hypothèse ne pouvant être vérifiée. Des sources ultérieures ont révélé que le nouveau chef d'Al-Qaïda en Irak était l'un des adjoints du docteur Ayman al-Zawahiri, le principal idéologue de la nébuleuse, également d'origine égyptienne. Ce dernier aurait lui-même désigné Masri pour remplacer Zarqaoui. Son véritable nom, Abdul Munih al-Badawi, est révélé lors de l'annonce officielle de son décès par le premier ministre irakien Nouri al-Maliki. 
En 2006, le gouvernement américain offre une récompense de cinq millions de dollars pour la capture d'Abou Ayyoub al Masri. Toutefois, cette somme est réduite à 1 million de dollars en 2007 pour être à nouveau modifiée l'année suivante. En février 2008, la récompense offerte par le gouvernement américain est réduite à 100 000 dollars.
Le 20 septembre 2006, Masri revendique l'assassinat d'un otage turc, Murat Yuce, qu'il affirme avoir personnellement exécuté de trois balles dans la tête. La vidéo de l'exécution avait circulé sur internet en août 2004, soit un mois après l'enlèvement de la victime. 
Abou Hamza al-Mouhajer a été plusieurs fois annoncé mort ou capturé. Il aurait été tué le 1er mai 2007 lors de combats entre activistes au nord de Bagdad, mais son corps n'a jamais été retrouvé pour confirmer cette information. Le 8 mai 2008, la police militaire irakienne annonce l'avoir capturé près de Mossoul, mais l'armée américaine dément son arrestation, annonçant qu'il s'agit d'un militant portant un nom similaire. 
Entre 2006 et 2008, plusieurs de ses aides sont capturés ou éliminés par les forces américano-irakiennes, comme Abou Rami ou Abu Ghazwan, conduisant à une nette diminution de la violence à travers le pays. Abou Qaswarah, son no 2, est abattu le 5 octobre 2008 à Mossoul.
Le 22 janvier 2010, Saad Uwayid Obeid Mijbil al-Shammari, l'un des principaux chefs d'Al-Qaïda en Irak est abattu à Mossoul au cours d'une opération conjointe de l'armée américaine et des autorités irakiennes.

## Le commanditaire des attentats de Glasgow
Le 23 octobre 2008, un enregistrement audio du chef d'Al-Qaida en Irak revendique, de façon implicite, la responsabilité des attentats manqués de l'aéroport de Glasgow, en Écosse, commis en juin 2007. 
Sans préciser le lieu exact de l'attentat, il soutient toutefois que la dernière attaque de son groupe hors d'Irak s'est produite sur le sol britannique.

## Décès
Sa mort est confirmée par les forces irakiennes et américaines à la suite d'une opération militaire menée le 18 avril 2010 contre une maison située près du lac Tharthar, dans les environs de Tikrit, ainsi que celle de Hamid Daoud Muhammad Khalil al-Zawi, le chef de l'État islamique d'Irak.
Selon le premier ministre irakien Nouri al-Maliki, des ordinateurs portables furent saisis au cours de l'opération avec en mémoire des courriels échangés avec les deux principaux responsables de la mouvance terroriste, Oussama ben Laden et Ayman al-Zawahiri. 
Le lendemain, une opération conjointe des forces américaines et irakiennes se solde par la mort d'Ahmed al-Obeidi, responsable de la nébuleuse dans les provinces de Kirkouk, Salahouddine et Ninevah.
Le 25 avril 2010, Al-Qaida en Irak reconnaît et confirme le décès d'Abou Hamza al-Mouhajer par l'intermédiaire d'un haut-responsable de l'État islamique d'Irak.

## Succession
Le 13 mai 2010, un communiqué de l'État islamique d'Irak annonce la nomination de Nasser al Din Allah Abou Souleimane pour succéder à Abou Hamza Al-Mouhajer comme ministre de la guerre. La direction de l'État islamique d'Irak est confiée à un militant irakien du nom d'Abou Bakr al-Baghdadi al-Husseini al-Qurashi. 